# Disraeli (film fra 1921)
 For alternative betydninger, se Disraeli. (Se også artikler, som begynder med Disraeli)
Disraeli er en amerikansk stumfilm fra 1921 af Henry Kolker.

## Medvirkende
- George Arliss som Benjamin Disraeli
- Florence Arliss som Lady Beaconsfield
- Margaret Dale som Mrs. Noel Travers
- Louise Huff som Clarissa
- Reginald Denny som Charles
- E. J. Ratcliffe som Hugh Meyers
- Henry Carvill